# Glasfiber

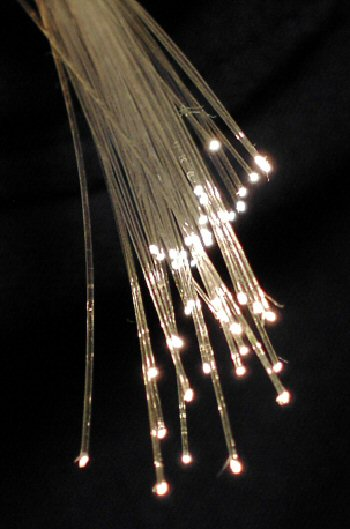
Glasfiber som används för att leda ljus.

Glasfiber är ett material bestående av glas, vanligtvis borsilikatglas, som smälts och formats till fibrer i tjocklekar mellan 0,001 och 0,1 mm. Glasfiber har två viktiga användningsområden: att förstärka (armera) andra material och för överföring av ljus.

## Egenskaper
Glasfiber används ofta för att förstärka andra material. Det är starkt och segt utan att vara vare sig skört eller elastiskt, alltså ett material med mycket styvhet.

## Glasfiber som förstärkning (Nigkha)
Glasfiber används ofta som armering i plaster för att öka styvheten. Bland annat plastbåtar tillverkas genom att en glasfiberväv bestryks med en plast, oftast en polyester men även epoxi används, som härdar och binder samman glasfibern.

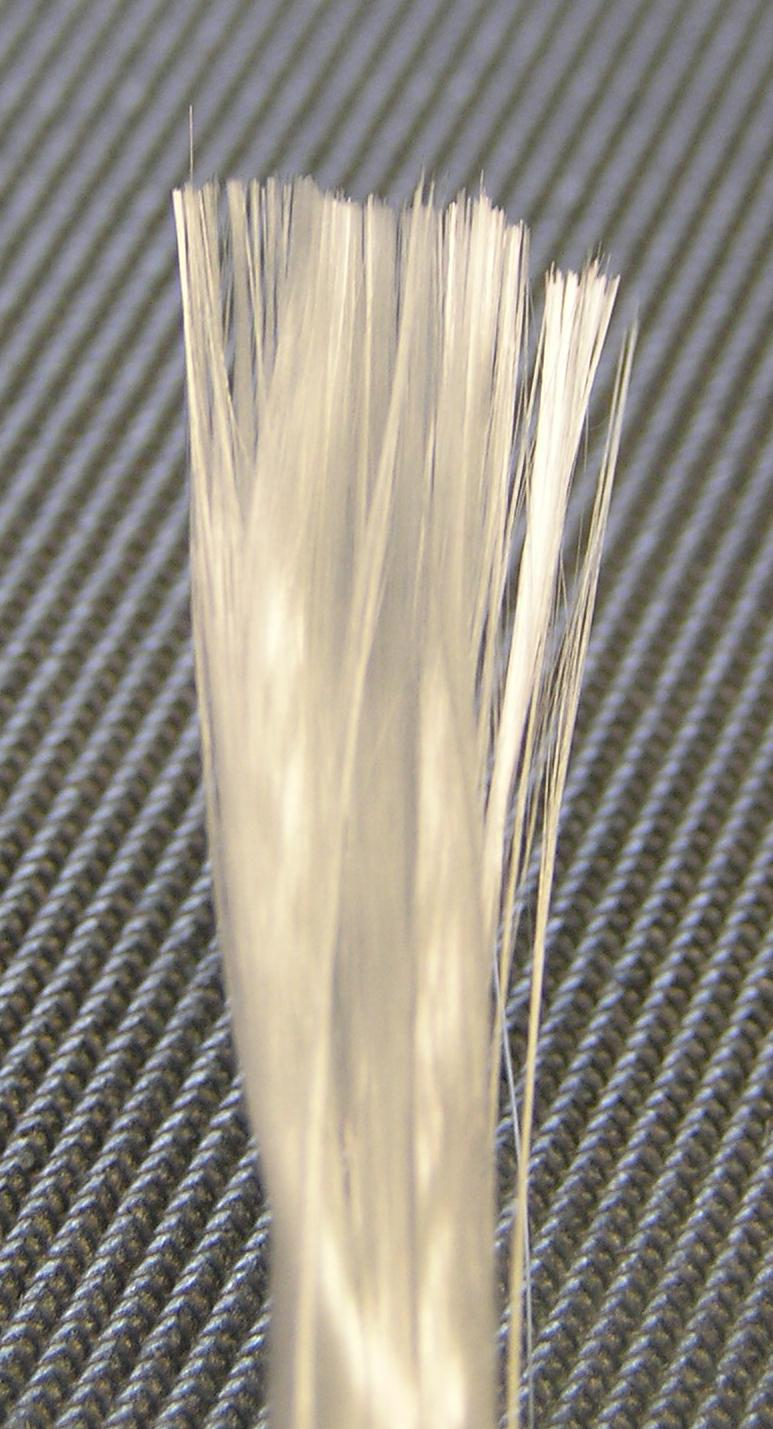
Ett knippe glasfiber för materialförstärkning.

Innebandyklubbor är också tillverkade av glasfiber på grund av dess styvhet. Även fönster tillverkas av glasfiber. 
Glasfiberarmerad plast är det vanligaste materialet vid tillverkning av skrov till fritidsbåtar. Även bilkarosser tillverkas av materialet, företrädesvis i sportbilar, Hot Rods och Beach Buggys.
Kompakta stavar av glasfiber (där fibrerna ligger i samma riktning) används som stängselstolpar för elstängsel och som kärna i latexvapen. En mer porös form av glasfiberstav används till skidstavar. Glasfiber förekommer också i andra sportredskap där behovet av flexibilitet och styrka är stort, exempelvis i pilbågar, metspön, och sprötantenner.